# Pasirmukti (Talagasari)
Pasirmukti is een bestuurslaag in het regentschap Karawang van de provincie West-Java, Indonesië. Pasirmukti telt 4006 inwoners (volkstelling 2010).